# Breuil-Cervinia
Pour les articles homonymes, voir Le Breuil.
 (février 2017).
Si vous disposez d'ouvrages ou d'articles de référence ou si vous connaissez des sites web de qualité traitant du thème abordé ici, merci de compléter l'article en donnant les références utiles à sa vérifiabilité et en les liant à la section « Notes et références ».
Le Breuil est un hameau de la commune valdôtaine de Valtournenche. Sa station de ski, connue sous le nom de Cervinia, est l'une des plus importantes stations de sports d'hiver et d'alpinisme italiennes. Ses habitants se nomment « Breuilliençois ».

## Histoire
Le Breuil est devenu célèbre à l'époque de la conquête du Cervin, tenté par les guides valtournains Jean-Antoine Carrel et Jean-Joseph Maquignaz. Carrel, accompagné par les guides valtournains Jean-Baptiste Bich, l'abbé Amé Gorret et Jean-Augustin Meynet, a atteint le sommet du côté sud, ouvrant ainsi la première voie italienne au Cervin, le 17 juillet 1865, soit trois jours après l'exploit de l'anglais Edward Whymper du côté suisse. La voie sud définitive, entièrement en territoire italien, a été ouverte par Maquignaz en septembre 1867. La tradition alpiniste breuilliençoise, la plus importante de la Vallée d'Aoste, a été perpétuée par la Société des guides du Cervin, siégeant au Breuil.
La fondation du village de Cervinia remonte à la période fasciste dès 1936, lorsque des entrepreneurs milanais ont planifié et mis en œuvre la construction d'une station de ski dans une cuve de pâturages au pied du Cervin appelée Le Breuil, à 2 009 mètres d'altitude (3 479 m au col du Glacier à la frontière italo-suisse) dans le haut Valtournenche, en Vallée d'Aoste. La première phase des travaux s'acheva en 1936, depuis lors, le développement du tourisme n'a plus cessé.

## Toponymie
Cette zone est appelée en patois valdôtain Lo Breuill. Ce mot, indiquant une terrasse alpine marécageuse et présentant aussi une autre variante francoprovençale, Braoulé, est répandu dans la toponymie valdôtaine sous de différentes formes francisées, comme Breil, Bruil et Breuil,.
En septembre 2023, le nom de ce hameau est modifié de Breuil-Cervinia à Le Breuil par décret du président de la Vallée d'Aoste.
En janvier 2025, par une résolution de la junte régionale de la Vallée d'Aoste, il a été décidé officiellement de renommer le village "Breuil-Cervinia", une combinaison entre le nom historique en français et le nom en italien, connu surtout dans le domaine touristique. Cette décision a été critiquée par des associations locales, qui l'ont qualifiée d'atteinte au patrimoine culturel et linguistique de la région, tout en rappelant que le nom précédent avait été bien accueilli par les associations culturelles et les citoyens.

## Domaine skiable
Le domaine skiable compte 133 km de pistes. Les pistes s'égrènent autour du plateau Rosa (3 480 mètres), et il est possible de rejoindre Zermatt et d'accéder au point culminant du domaine skiable Matterhorn ski paradise à 3 899 mètres d'altitude (Dos de Rollin). Le Cervin est visible depuis la majorité du domaine skiable. Le plateau Rosa permet par ailleurs la pratique du ski en été, sur 26,6 km de pistes dont 5,5 km situés sur le secteur italien.

### Breuil-Cervinia
Ce sous-domaine commence directement depuis les hauteurs de la station. Plusieurs remontées mécaniques partent en direction notamment de Plan Maison (2 555 m) - il est possible en 2016 d'apercevoir les pylônes non démontés de l'ancienne remontée mécanique. De là part le téléphérique sommital au Plateau Rosa / Tête Grise (3 480 m). Il s'agit, avec le col du Théodule (3 301 m) voisin, desservi par 3 télésièges de suite et relié aussi depuis le Plateau Rosa par une piste transitant par le secteur suisse, de la solution la plus directe pour rejoindre le domaine skiable de Zermatt sur le versant suisse. Une vue directe sur le glacier du Théodule et Zermatt est permise depuis ce sommet.
La piste Ventina, longue de 11 km, part depuis le glacier au Plateau Rosa et descend jusqu'à Cervinia. Les remontées mécaniques sont souvent saturées en weekends par beau temps. Les pistes sont généralement longues et larges, de niveau de difficulté rouge. L'attrait du domaine réside notamment en l'environnement de haute montagne, avec plusieurs montagnes dépassant les 4 000 m aux alentours. Mais aussi en la sécurité de l'enneigement naturel, renforcé par un réseau important d'enneigeurs.

### Valtournenche
Les sous-domaines de Breuil-Cervinia et Valtournenche sont reliés entre eux au niveau du col supérieur des Cimes blanches (2 982 m), au moyen de remontées à faible débit. Un télécabine 12-places part de Valtournenche dans la vallée, et rejoint Salette (2 245 m), d'où part l'essentiel de ce sous-domaine. Située en partie sur ce sous-domaine, la piste de la Reine Blanche part du Petit Cervin (3 883 m) et est, avec ses 20 km et 2 300 m de dénivelé, l'une des plus longues d'Europe. Elle nécessite sur son parcours l'utilisation d'un court télésiège 4-places pinces fixes au niveau du col des Cimes blanches, sur 35 m de dénivelé. Ce sous-domaine est situé en grande partie en forêt, avec des pistes relativement longues et moins fréquentées qu'au Breuil.
Du fait de son altitude et de son orientation, la station bénéficie d'un enneigement précoce - ouverture des pistes et de la station prévue fin octobre de chaque année - et tardif jusque début mai. La ligne de crête avec le Valais proche lui permet de bénéficier d'un ensoleillement important, comme d'une protection contre les vents et perturbations venant du nord.[Information douteuse]
La station coopère avec les autres stations de la Vallée d'Aoste à travers une offre forfaitaire commune (séjours et saison).
Il est possible de pratiquer le ski de fond sur une boucle de 3 km au Breuil, et sur plusieurs boucles à Champ l'éve vers Valtournenche.
Une piste de kart sur glace a été aménagée dans la station.

## Traditions
Au mois d'août, les arènes Royaume du Cervin accueillent une des rencontres du championnat régional des batailles de reines.

## Sport

### Cyclisme
Le Breuil a accueilli l'arrivée d'une étape du Tour d'Italie à 5 reprises.
| Année | Vainqueur     | Etape |
| ----- | ------------- | ----- |
| 1960  | Addo Kazianka | 12    |
| 1997  | Ivan Gotti    | 14    |
| 2012  | Andrey Amador | 14    |
| 2015  | Fabio Aru     | 19    |
| 2018  | Mikel Nieve   | 20    |

## Galerie de photos

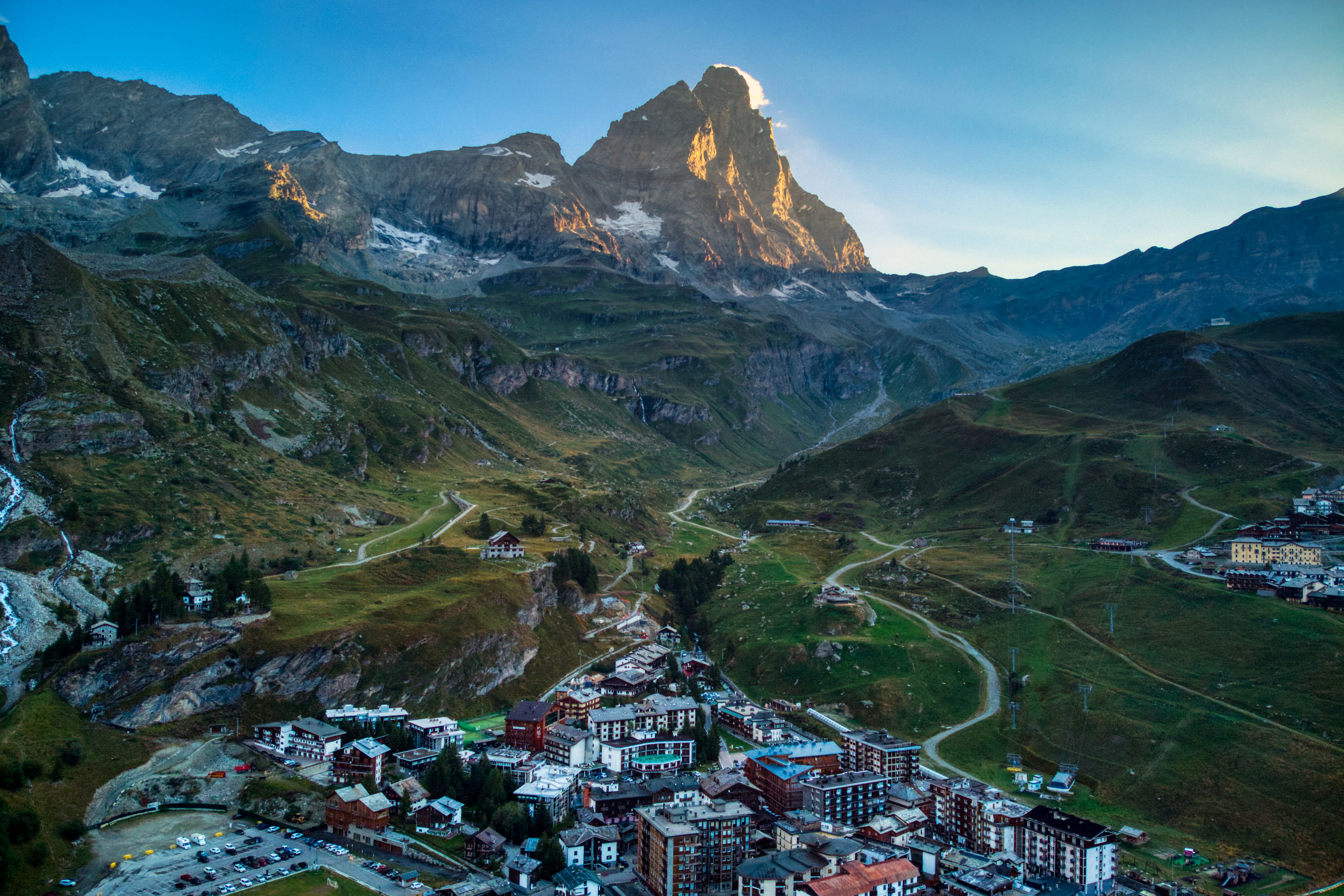
Le Cervin vu du Breuil.
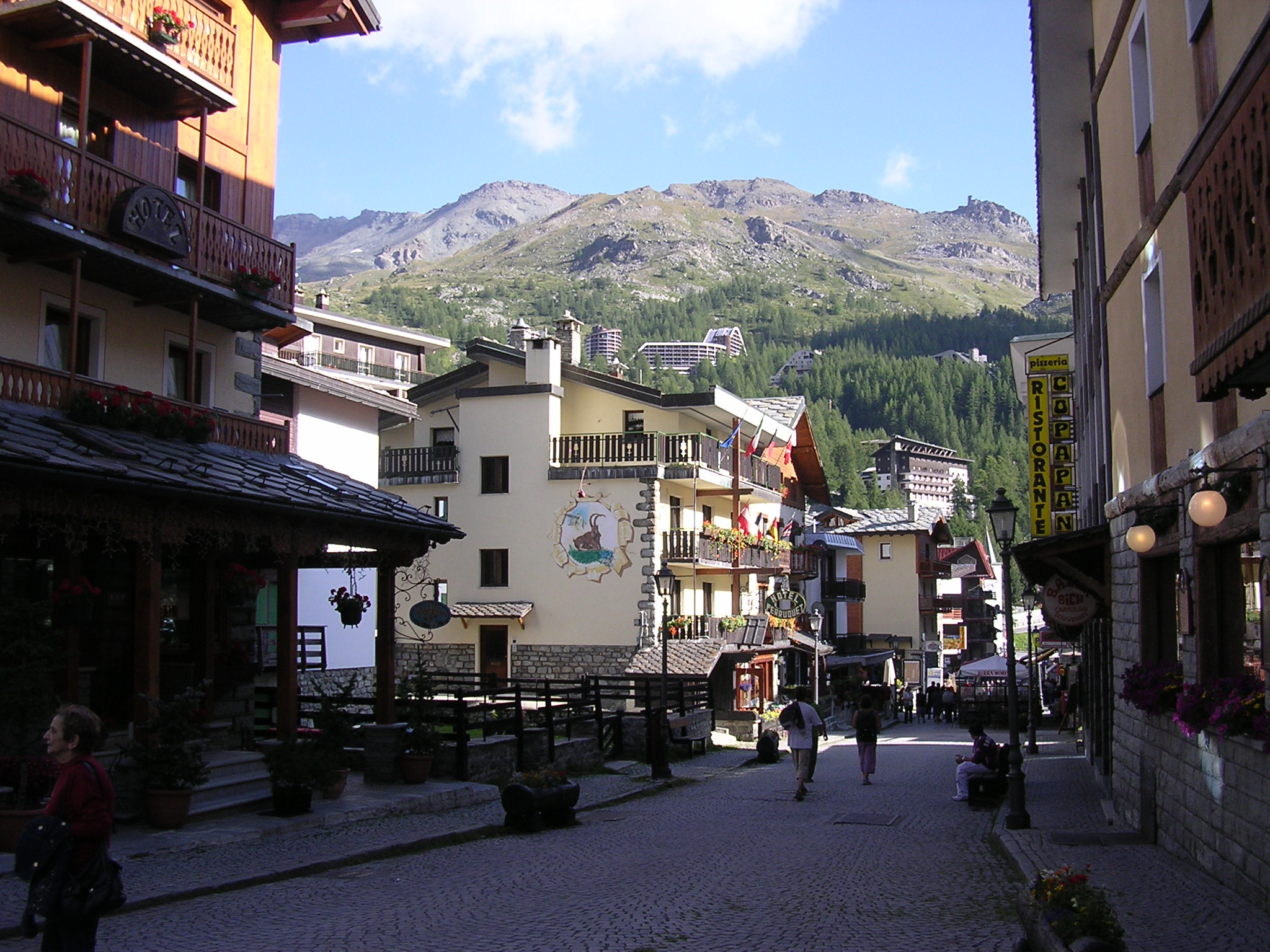
Rue Jean-Antoine Carrel.
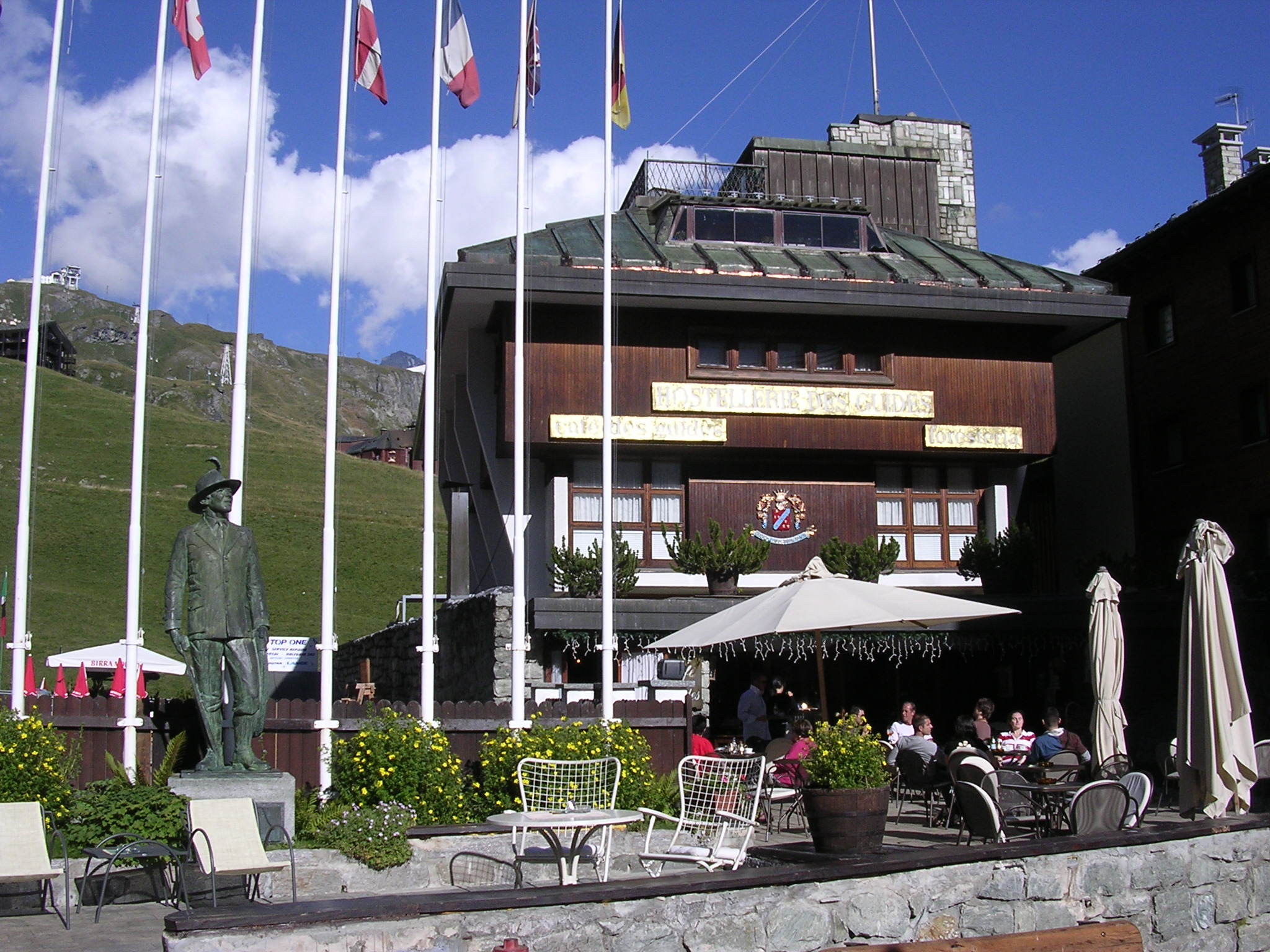
L'hostellerie-café des guides du Cervin, avec la statue dédiée au guide breuilliençois Pierre Pession.
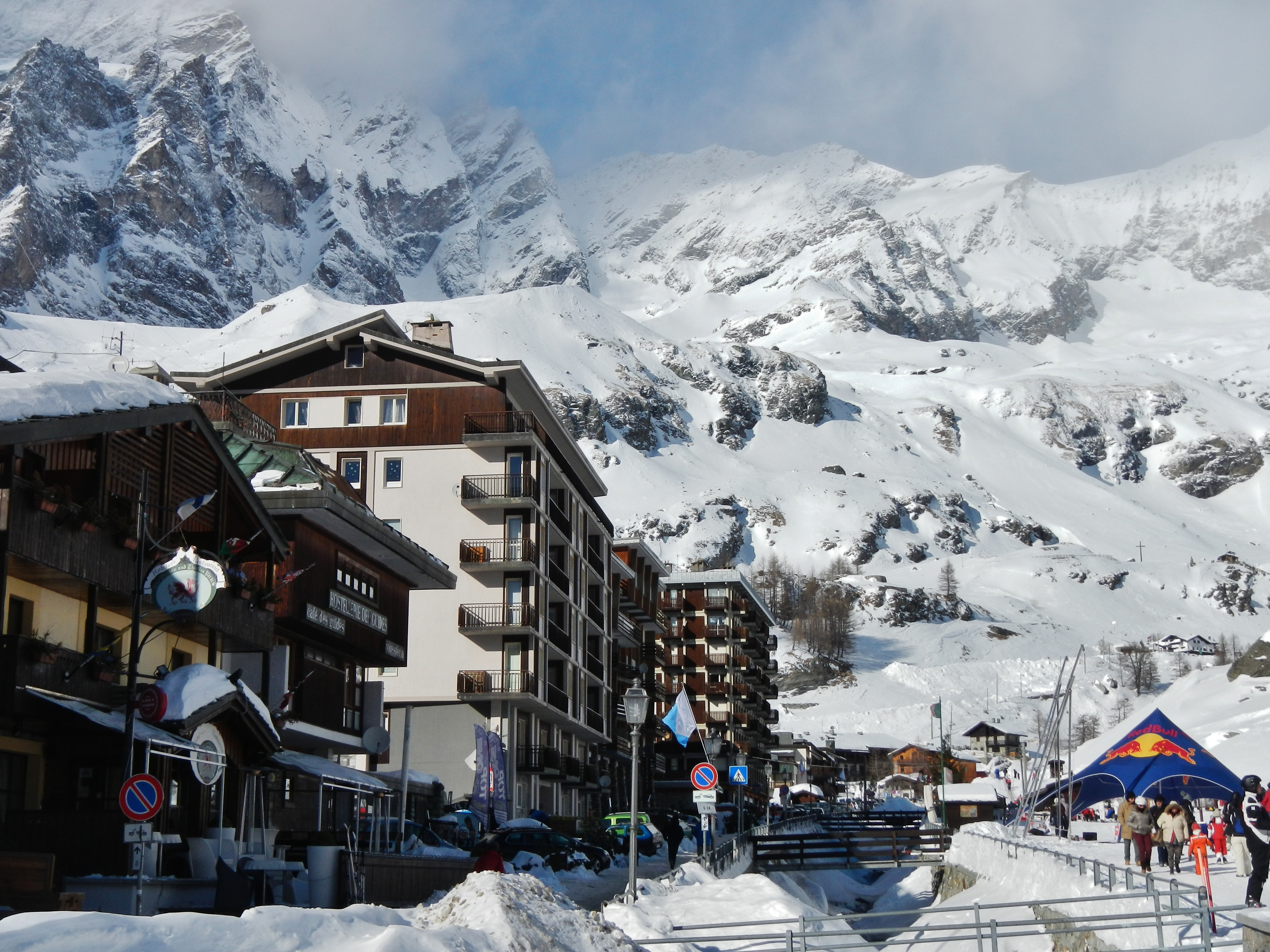
Rue Jean-Baptiste Bich. À l'arrière-plan, les Grandes Murailles.
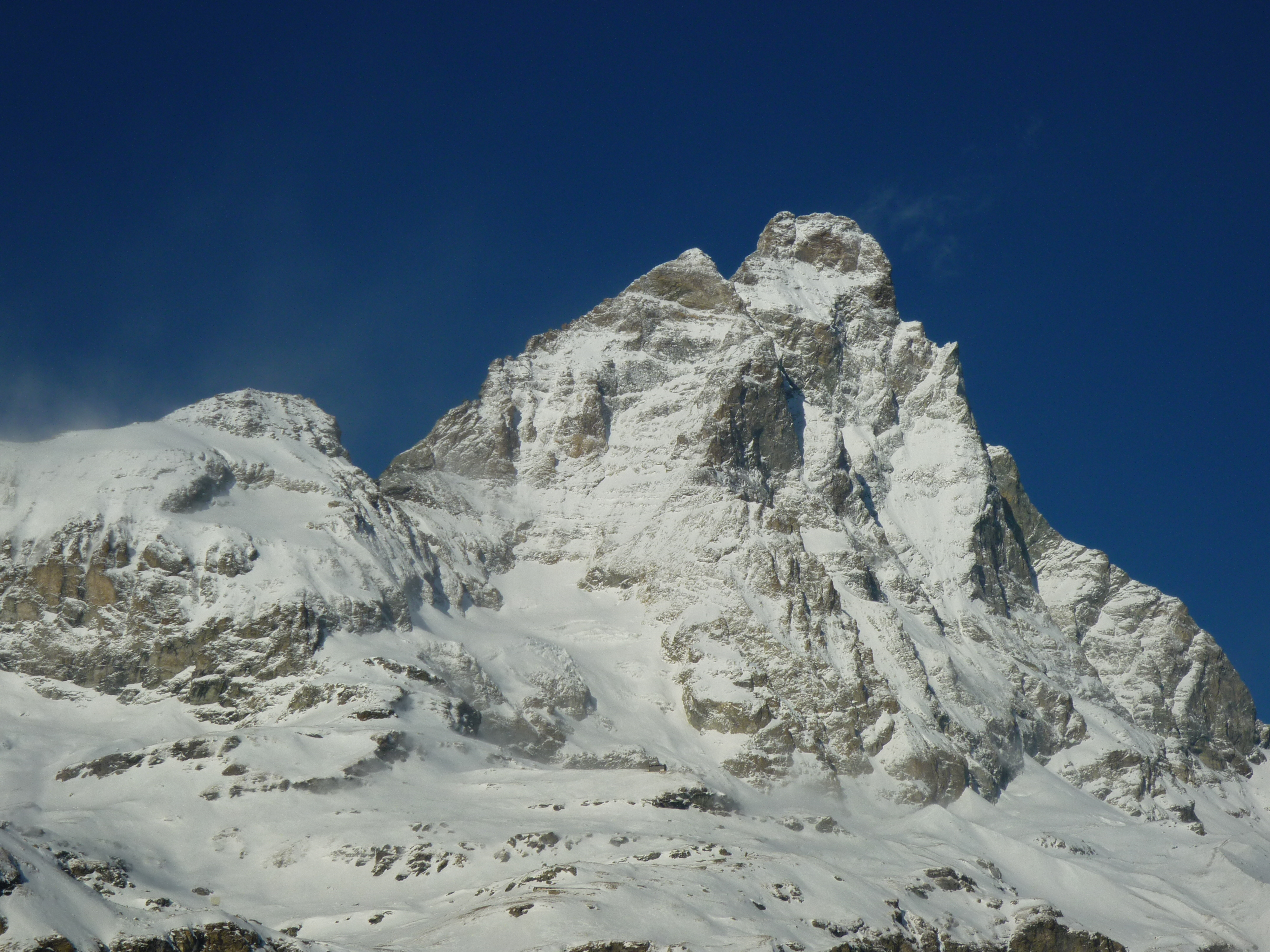
Le Cervin vu du parking en dessous des remontées du Jomein.
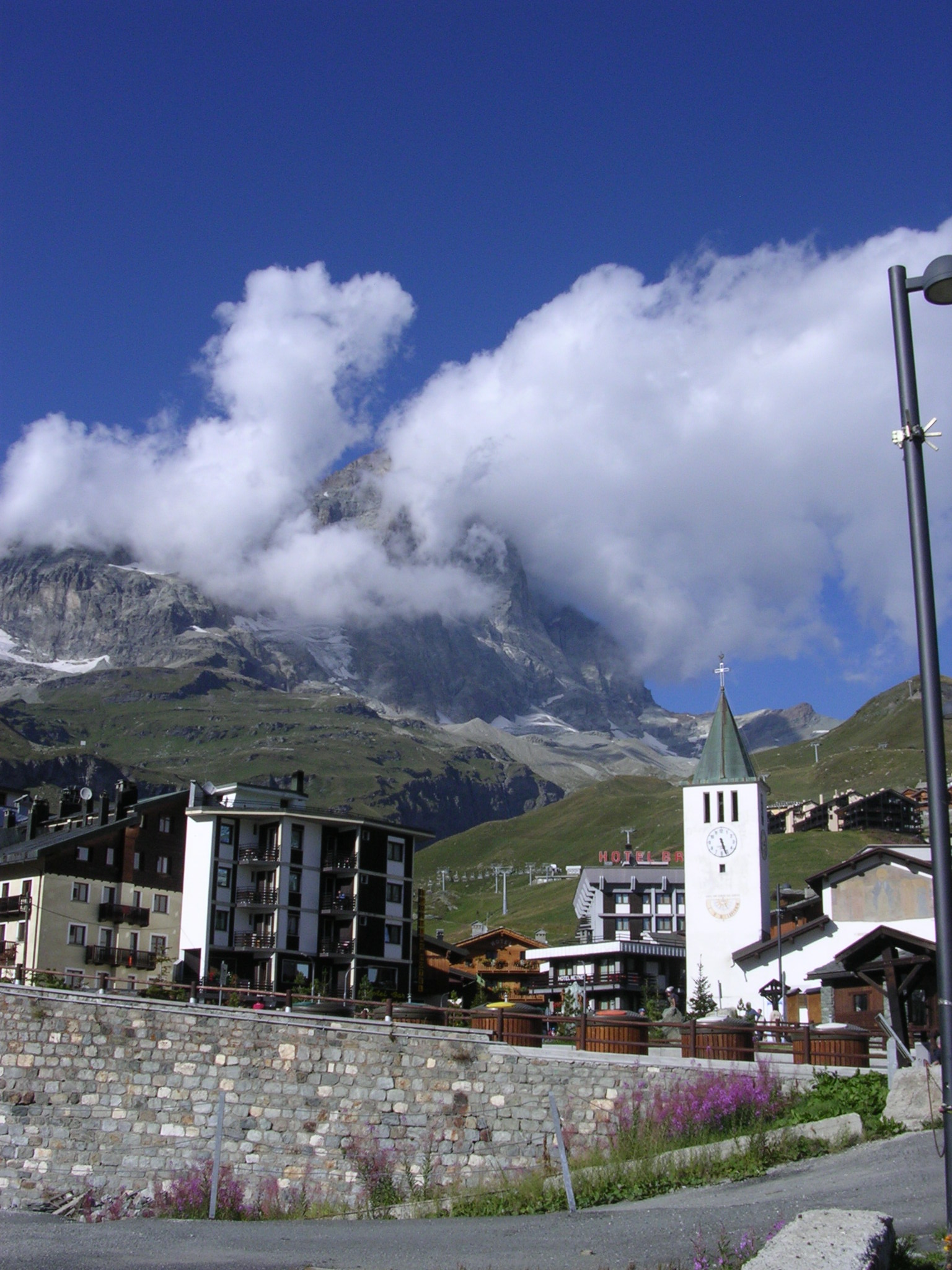
L'église Marie Reine de la Vallée d'Aoste (en latin, Regina vallis augustanæ). À l'arrière-plan, le Cervin dans les nuages.
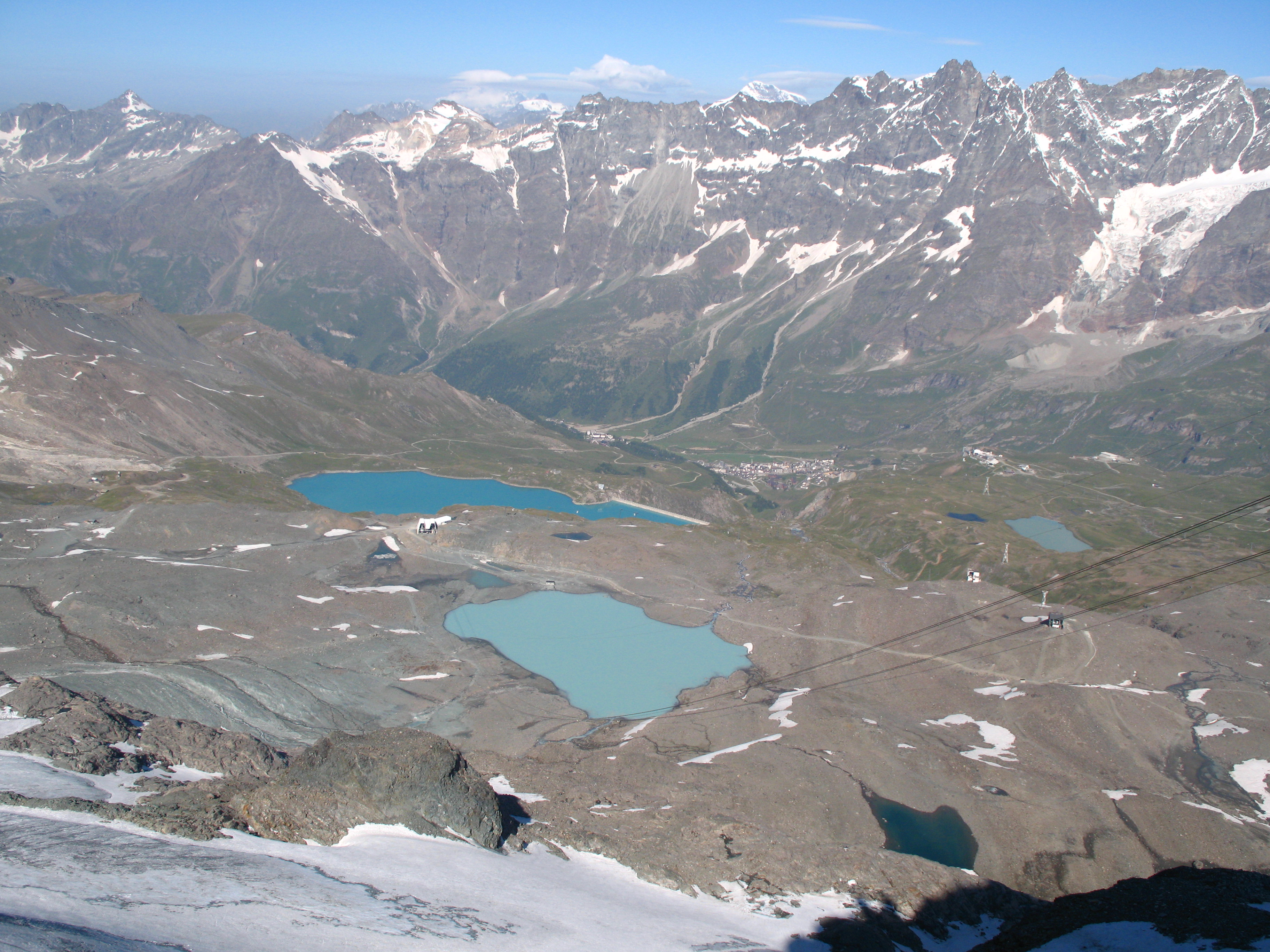
Vue du Breuil depuis la Tête Grise.
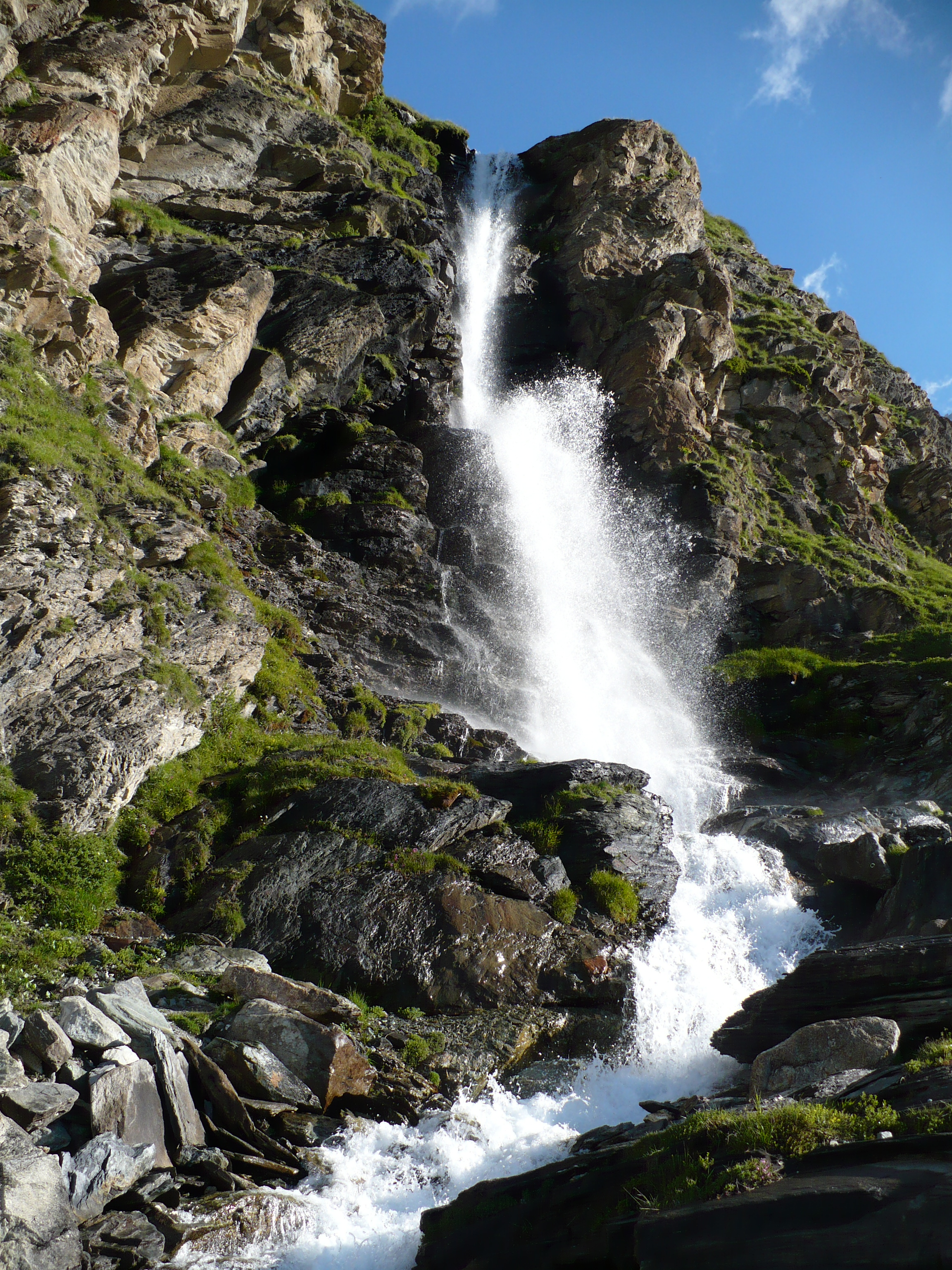
Cascade en amont du Breuil.
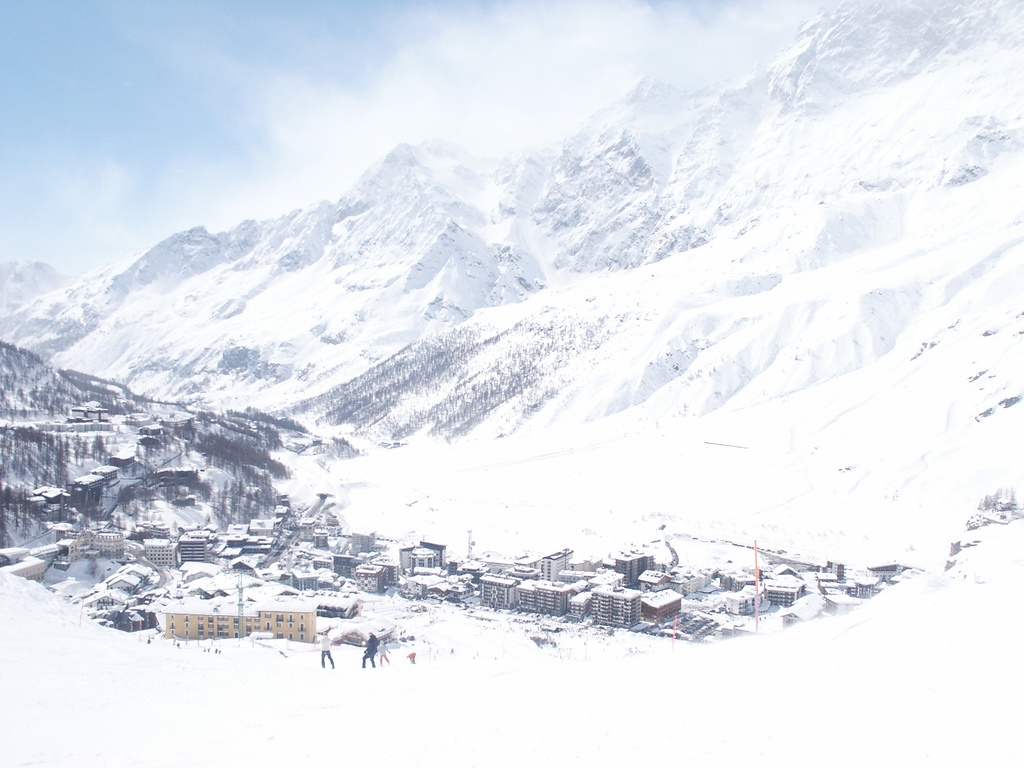
Vue du Breuil en hiver.